# Gare de Wriezen (Berlin)
La gare de Wriezen à Berlin (Berlin Wriezener Bahnhof) est une ancienne gare ferroviaire. Elle est ouverte en 1903 comme terminus de la ligne de chemin de fer de Berlin à Wriezen en Brandebourg. C'est à l'origine un quai séparé de la gare de Silésie (actuelle gare de l'Est) appelé embarcadère de Wriezen (Wriezener Bahnsteig). Elle ne prend son nom qu'en 1924. En décembre 1949, elle est fermée au trafic des passagers. En 1950, la gare marchandise de l'Est est renommée gare marchandise de Wriezener (Wriezener Güterbahnhof). Elle est aujourd'hui complètement fermée et ses installations ont été démontées.

## Situation
La gare pour les passagers se trouvait immédiatement au nord des installations ferroviaires de la gare de Silésie, au sud des installations de la gare au marchandises de l'ancienne gare de l'Est et à l'est de la Fruchtstraße (aujourd'hui Straße der Pariser Kommune).

## Infrastructures
La gare était très simple. Deux voies encadraient un quai central recouvert d'une marquise. Au bout du quai, sur la Straße der Pariser Kommune, se trouvait un petit bâtiment voyageur. La gare étant en impasse, elle était au niveau du sol. Elle était donc surplombée par les voies de la gare de l'Est qui se trouvent en hauteur, puisqu'il s'agit d'une gare de passage.

## Histoire
La ligne est ouverte entre Lichtenberg-Friedrichsfelde (aujourd'hui Berlin-Lichtenberg) et Werneuchen le 1er mai 1898. Le 15 octobre 1898, la ligne est prolongée à l'est jusqu'à Wriezen. Ce sera la fameuse Wriezener Bahn ou ligne de Berlin à Wriezen qui donna son nom à la gare. On pouvait rejoindre ensuite depuis Wriezen Königsberg in der Neumark (aujourd'hui Chojna en Pologne) via une ligne ferroviaire depuis abandonnée des deux côtés de la frontière. En 1903, la ligne est prolongée à l'ouest entre Lichtenberg et la nouvelle station située à côté de la gare de Silésie (embarcadère de Wriezen). Les voies sont parallèles à la ligne de Prusse-Orientale.
Le trafic est interrompu à la fin de la Seconde Guerre mondiale. Il reprend dans la gare de Wriezen en mai 1947, mais s'interrompt définitivement en décembre 1939, le terminus de la ligne étant désormais Berlin-Lichtenberg. Quand la gare de Silésie est renommée gare de l'Est en 1950, la gare marchandise de Silésie est renommée gare marchandise de l'Est (Ostgüterbahnhof) et l'ancienne gare marchandises de la Prusse-Orientale (Güterbahnhof der Ostbahn) est renommée gare marchandise de Wriezen (Wriezener Güterbahnhof).
Les voies de la gare de marchandise sont enlevées en 2005 et des magasins sont construits à leur emplacement. Deux odonymes rappellent l'existence de la gare : Am Wriezener Bahnhof et Wriezener Karree.